# Салвадор Лурия
Салвадор Едуард Лурия (на английски: Salvador Edward Luria), роден като Салваторе Лурия (на италиански: Salvatore Luria), е италиански микробиолог, по-късно натурализиран гражданин на САЩ. Той печели Нобелова награда за физиология или медицина през 1969 г., заедно с Макс Делбрюк и Алфред Хърши, за техните открития върху механизма на репликация и генетичната структура на вирусите. Салвадор Лурия също показа, че бактериалната резистентност към вируси (фаги) е генетично наследена.

## Биография
Лурия е роден като Салваторе Лурия в Торино, Италия във влиятелно семейство на сефардски евреи. Родителите му са Давиде и Естер Лурия. Посещава медицинското училище в университета в Торино при Джузепе Леви. Там той се запознава с други двама бъдещи Нобелови лауреати: Рита Леви-Монталчини и Ренато Дулбеко. Завършва университета в Торино през 1935 г. и никога не получава магистърска или докторска степен, тъй като те не са предвидени от италианската система за висше образование (която, от друга страна, е много селективна). От 1936 до 1937 г. Лурия служи в италианската армия като медицински офицер. След това взема уроци по радиология в Римския университет. Тук той се запознава с теориите на Макс Делбрюк за гена като молекула и започва да формулира методи за тестване на генетичната теория с бактериофагите, вируси, които заразяват бактериите.
През 1938 г. получава стипендия за обучение в Съединените щати, където възнамерява да работи с Делбрюк. Скоро след като Лурия получава наградата, фашисткият режим на Бенито Мусолини забранява на евреите стипендии за академични изследвания. Без източници на финансиране за работа в САЩ или Италия, Лурия напуска родината си за Париж, Франция през 1938 г. Когато армиите на Нацистка Германия нахлуват във Франция през 1940 г., Лурия бяга с велосипед в Марсилия, където получава имиграционна виза за Съединените щати.
Лурия пристига в Ню Йорк на 12 септември 1940 г. и скоро променя първото и бащиното си име. С помощта на физика Енрико Ферми, когото познава от времето си в Римския университет, Лурия получава стипендия на Рокфелеровата фондация в Колумбийския университет. Той скоро се запознава с Делбрюк и Хърши и тримата си сътрудничат в експерименти в лабораторията на Колд Спринг Харбър и в лабораторията на Делбрюк в университета „Вандербилт“.
Неговият прочут експеримент с Делбрюк през 1943 г.,  известен като експеримента Лурия – Делбрюк, демонстрира статистически, че унаследяването при бактериите трябва да следва принципите на Дарвин, а не на Ламарк, и че мутантните бактерии, които се появяват на случаен принцип, могат да създадат вирусна резистентност, без вирусът още да е наличен. Идеята, че естественият подбор засяга бактериите, има дълбоки последствия, например обяснява как бактериите развиват антибиотична резистентност.
Лурия и Латерджет през 1947 г. публикуват количествен анализ на ефекта на ултравиолетовото облъчване върху размножаването на бактериофагите по време на вътреклетъчния растеж. По време на ранния ход на инфекцията те откриват повишаване на резистентността на бактериофага към ултравиолетово облъчване и по-късно намаляване. По времето, когато е публикуван този модел, известен като ефекта на Лурия – Латерджет, се знае малко за централната роля на ДНК в биологията. Последващи изследвания установяват, че множеството специфични пътища за възстановяване на ДНК, кодирани от заразяващия бактериофаг, допринасят за увеличаването на UV устойчивостта в началото на инфекцията.
От 1943 до 1950 г. Лурия работи в университета в Индиана. Първият му студент е Джеймс Уотсън, който открива структурата на ДНК с Франсис Крик. През януари 1947 г. Лурия става натурализиран гражданин на Съединените щати.
През 1950 г. Лурия се премества в Университета на Илинойс в Ърбана-Шампейн. В началото на 1950 г. Лурия и Джузепе Бертани откриват феномена на контролирана от гостоприемника рестрикция и модификация на бактериален вирус: култура от E. coli може значително да намали производството на фаги, отглеждани в други щамове; обаче, след като фагът се установи в този щам, се ограничава способността им да растат в други щамове. По-късно други изследователи установяват, че бактериите произвеждат ензими, които разрязват вирусната ДНК в определени последователности, но не и собствената ДНК на бактериите, която е защитена чрез метилиране. Тези ензими стават известни като рестрикционни ензими и се превръщат в един от основните инструменти в молекулярната биология.
Лурия печели Нобелова награда за физиология или медицина през 1969 г., заедно с Макс Делбрюк и Алфред Хърши, за техните открития върху механизма на репликация и генетичната структура на вирусите.
Лурия умира в Лексингтън, САЩ, от инфаркт на 6 февруари 1991 г. на 78-годишна възраст.